# Ramboldo van Collalto

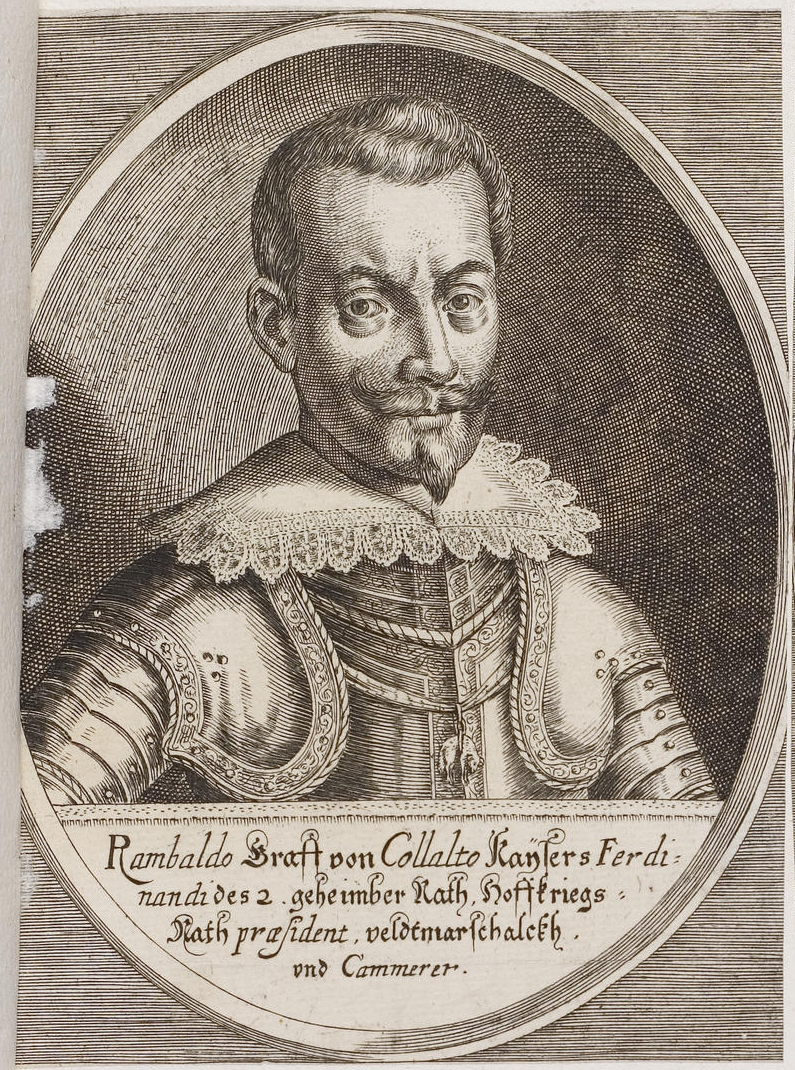

Ramboldo XIII, graaf van Collalto (1575 - Chur, 19 november 1630) was een Italiaans veldheer in dienst van de Habsburgse keizer tijdens de Dertigjarige Oorlog.
Hij was afkomstig uit een Venetiaans adellijk geslacht, maar werd geboren in Mantua. Zijn vader Antonio van Collalto was Venetiaans generaal geweest. Door zijn ballingschap had Ramboldo een diepe haat tegen de Republiek Venetië. In 1599 trad hij in dienst van het keizerlijk leger en in 1608 werd hij kolonel. In 1618 leidde hij een regiment in Bohemen. In 1620 was hij keizerlijk gezant op de Hongaarse Rijksdag. In 1623 werd hij benoemd tot keizerlijk veldmaarschalk en tussen 1624 en 1629 was hij voorzitter van de Hofskrijgsraad in Wenen. In die hoedanigheid kwam hij in conflict met Albrecht van Wallenstein. Hij werd in 1629 ridder in de Orde van het Gulden Vlies. In 1629 streed hij in Noord-Italië en hij stierf op weg naar Wenen, waar hij zich moest verdedigen tegen een aanklacht van verraad.